# 刺须新斑鳞虫
刺须新斑鳞虫（学名：Neopanthalis muricatus）为蠕鳞虫科新斑鳞虫属的动物，是中国的特有物种。分布于南海等海域。